# Park Narodowy Pali Aike
Park Narodowy Pali Aike (hiszp. Parque nacional Pali Aike) – park narodowy w Chile położony w regionie Magallanes, w prowincji Magallanes (gmina San Gregorio). Został utworzony 23 października 1970 roku i zajmuje obszar 50,3 km².

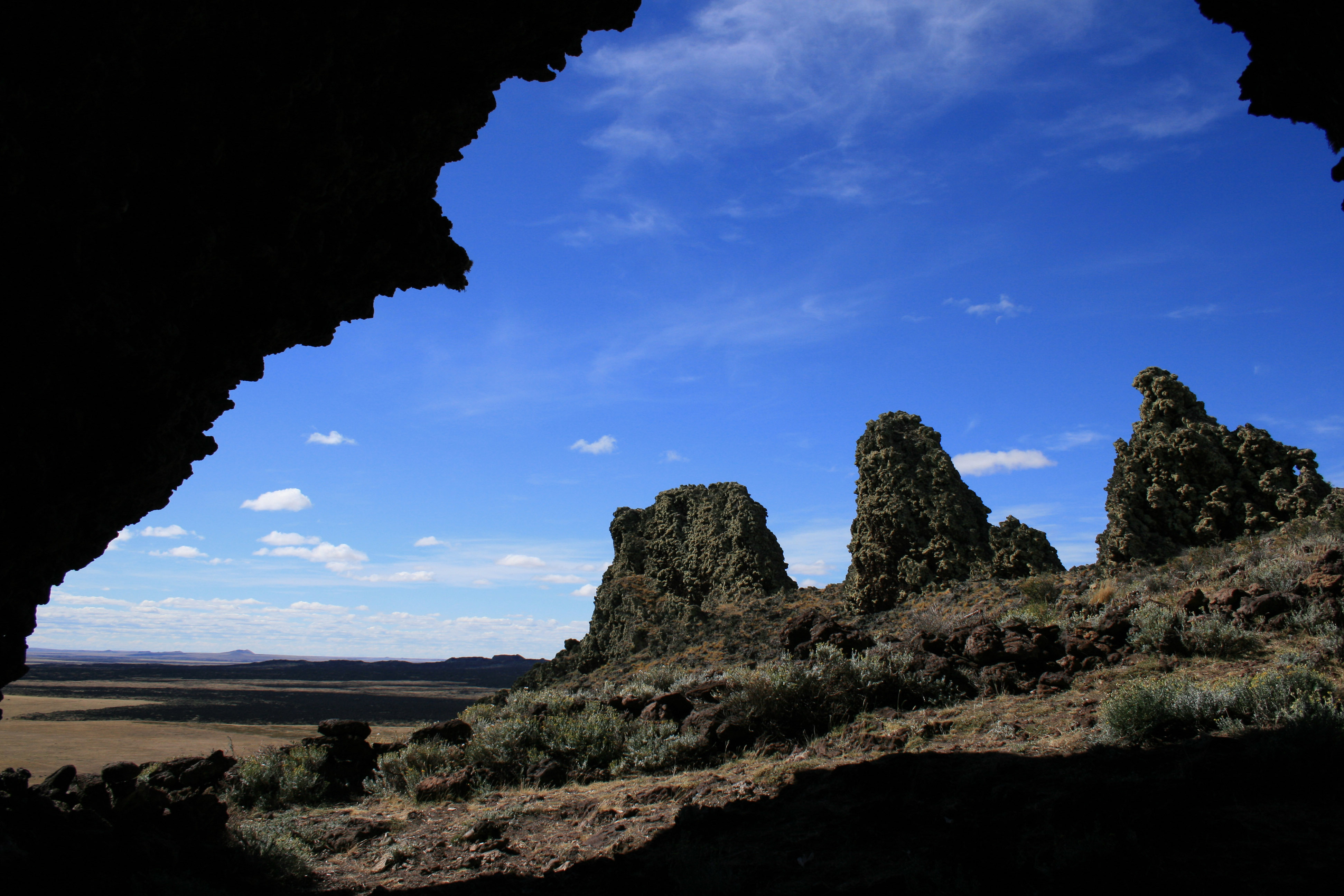
Widok z otworu jaskini Pali Aike

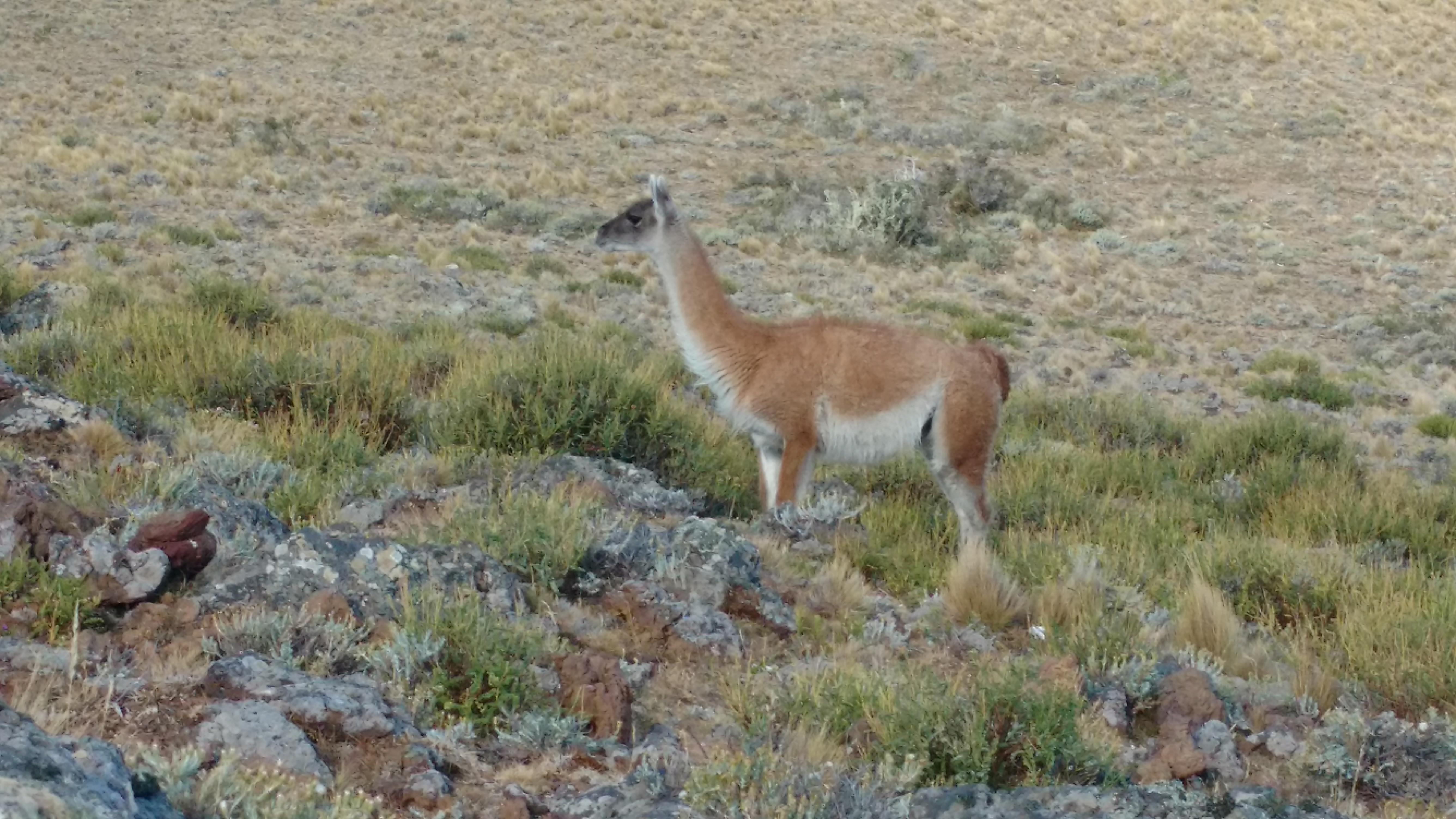
Gwanako andyjskie na terenie parku

## Opis
Park znajduje się przy granicy z Argentyną i obejmuje chilijską część pola wulkanicznego Pali Aike. Jest to płaskowyż o wysokości około 200 m n.p.m., z kilkoma wzgórzami, których maksymalna wysokość nie przekracza 273 m n.p.m. (Cerro Diablo). Większą część powierzchni parku pokrywa lawa bazaltowa. Istnieje tu dużo nisko położonych stożków wulkanicznych, jaskiń i kraterów. W parku znajduje się jaskinia Pali-Aike, a w pobliżu jaskinia Fell, w których podczas wykopalisk przeprowadzonych w 1930 roku znaleziono prehistoryczne szczątki ludzkie pokryte popiołem wulkanicznym, których wiek szacuje się na 11 000 lat. W okolicy jaskiń odkryto również petroglify. Od 1998 roku jaskinie te są wpisane na wstępną listę światowego dziedzictwa UNESCO.
Klimat umiarkowany zimny. Średnia roczna temperatura wynosi maksymalnie +9 °C, a minimalnie +3 °C.

## Flora
W parku, poza obszarem pokrytym lawą, występuje typowa roślinność dla stepu patagońskiego. Rośnie tu głównie Festuca gracillima oraz m.in.: Festuca magellanica, Poa alopecurus, Bromus setifolius, Rytidosperma virescens i Trisetum spicatum. Z roślin zielnych występuje m.in.: zawilec wielosieczny, Phacelia secunda, Olsynium biflorum i Sisyrinchium chilense. Sporadycznie rosną krzewy, takie jak m.in.: Chiliotrichum diffusum, Empetrum rubrum i Nardophyllum bryoides.

## Fauna
Najliczniej występującym ssakiem w parku jest gwanako andyjskie. Inne ssaki to m.in.: puma płowa, ocelot pampasowy, nibylis argentyński, grizonek patagoński, włosopuklerznik kosmaty, skunksowiec patagoński, tukotuko magellański, szynszylomyszor patagoński, ryżaczek długoogonowy, żaglouch górski.
Ptaki żyjące w parku to m.in.: sokół wędrowny, krogulec dwubarwny, pustułka amerykańska, karakara czubata, aguja rdzawogrzbieta, ibis maskowy, flaming chilijski, nandu plamiste, dzierzbotyran duży, dzierzbotyran czarnodzioby, cyraneczka żółtodzioba, czubokaczka, płaskonos jasnogłowy, magelanka zmienna, łabędź czarnoszyi, czajka miedziana, koskoroba, andówka mała, carduelis barbata, trzęsiogon prążkoskrzydły, dróżniczek krótkodzioby, dróżniczek białobrzuchy.
W strefie wulkanicznej żyją jaszczurki z rodzaju Liolaemus, głównie z gatunku Liolaemus magellanicus.